# Bachy
Bachy is een gemeente in het Franse Noorderdepartement (Frans: département du Nord) (regio Hauts-de-France). De gemeente telde op 1 januari 2022 1.890 inwoners en maakt deel uit van het arrondissement Rijsel. De gemeente ligt tegen de grens met België.
In het oosten van de gemeente ligt tegen de grens het gehucht Sartaine, in het Belgische Rumes Sartaigne genoemd. In het zuiden ligt het gehucht Hôtel. In het uiterste zuiden ligt tegen de grens met Mouchin het gehucht Gare.

## Geografie
De oppervlakte van Bachy bedroeg op 1 januari 2022 6,41 vierkante kilometer; de bevolkingsdichtheid was toen 294,9 inwoners per km².

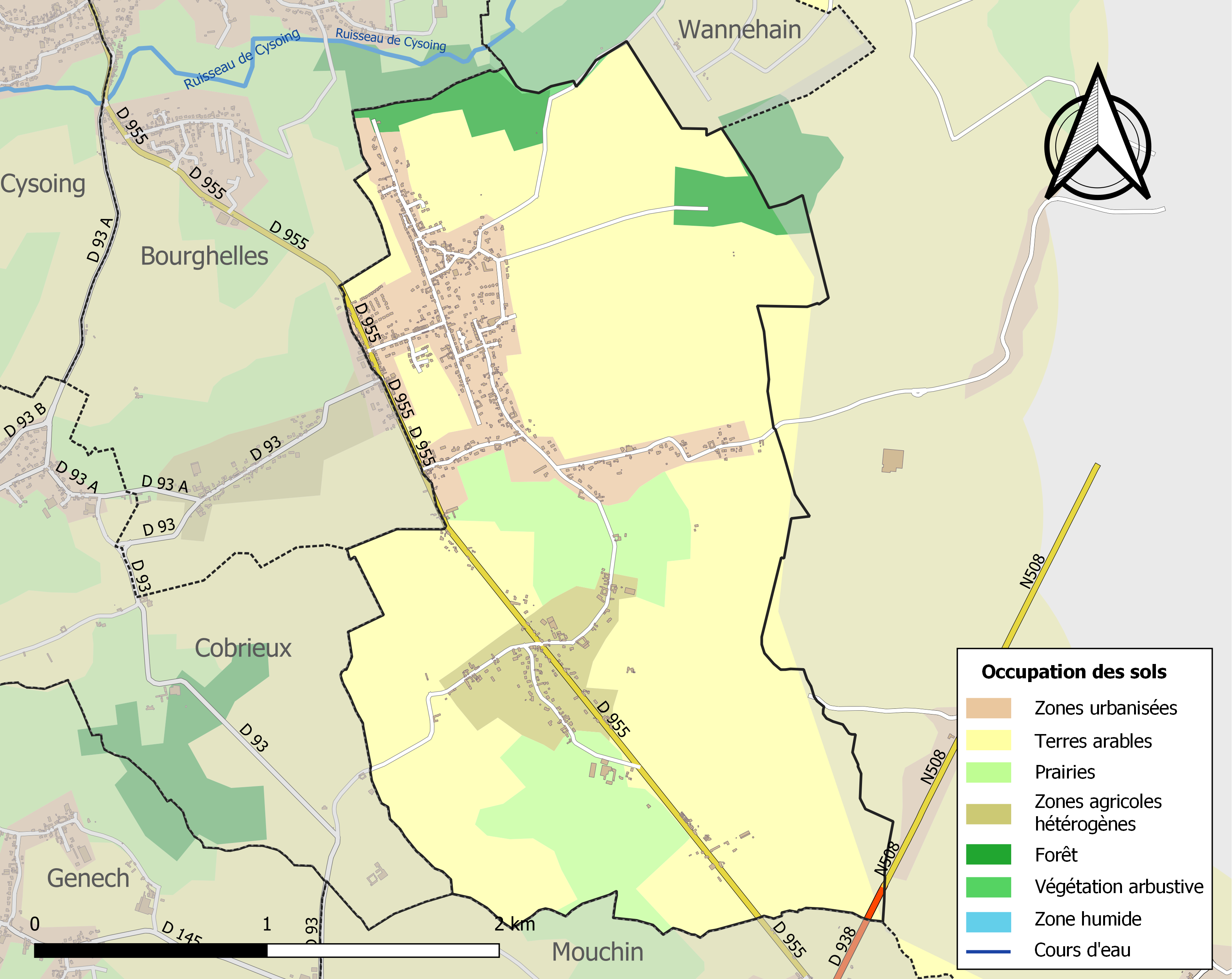
Kaart van de gemeente met belangrijkste infrastructuur, bodemgebruik en omliggende gemeenten

## Bezienswaardigheden
- De Sint-Eligiuskerk (Église Saint-Eloi), neogotisch bakstenen kerkgebouw van 1845 met enkele 13e-eeuwse pilaren. Bevat een kapel met grafmonumenten van de heren van Bachy, 16e en 17e eeuw.
- Op de gemeentelijke begraafplaats van Bachy bevindt zich een Brits oorlogsgraf uit de Tweede Wereldoorlog

## Natuur en landschap
Bachy ligt op een hoogte van 75 meter. Rondom is het overal lager en vooral in het noorden ligt een laagte waar de Rieu des Barges ontspringt.

## Demografie
Onderstaande figuur toont het verloop van het inwonertal (bron: INSEE-tellingen).

## Verkeer en vervoer
Bachy ligt op de weg tussen Rijsel en Saint-Amand-les-Eaux. In het zuiden van de gemeente bevond zich vroeger het Station Bachy langs de nu opgebroken spoorlijn naar Doornik.

## Nabijgelegen kernen
Bourghelles, Wannehain, Cobrieux, Mouchin, Rumes